# Питомник (Ошская область)
Питомник (кирг. Питомник) — село в Кара-Сууском районе Ошской области Кыргызстана. Входит в состав Жоошского айылного аймака.

## География
Село расположено в северо-западной части области, на расстоянии приблизительно 5 километров (по прямой) к юго-востоку от города Кара-Суу, административного центра района. Абсолютная высота — 845 метров над уровнем моря.

## Население
Согласно оценочным данным Национального статистического комитета Кыргызской Республики, численность населения села на начало 2023 года составляла 4217 человек.
| год     | 2009 | 2014 | 2015 | 2020 | 2021 | 2023 |
| ------- | ---- | ---- | ---- | ---- | ---- | ---- |
| человек | 1486 | 2554 | 2620 | 4002 | 3943 | 4217 |